# Edmund FitzAlan-Howard
Edmund Bernard FitzAlan-Howard (ur. 1 czerwca 1855, zm. 18 maja 1947), między 1876 a 1921 znany jako lord Edmund Talbot, był brytyjskim politykiem konserwatywnym i ostatnim lordem namiestnikiem Irlandii.